# Джандыбаев, Чопан
Чопан Джандыбаев (род. 1937 год, село Дегерес, Алма-Атинская область) — колхозник, старший чабан, Герой Социалистического Труда (1971). Заслуженный работник сельского хозяйства Казахской ССР.

## Биография
Родился в 1937 году в селе Дегерес (ныне — Жамбылского района Алматинской области). В 1955 году начал трудиться помощником чабана в Дегересском племенном конном заводе. В 1956 году был назначен старшим чабаном.
Закончил зооветеринарный институт. В 1964 году был удостоен звания «Мастер овцеводства I класса». Выращивал ежегодно в среднем 145—159 ягнят от 100 овцематок. В 1966 году был награждён за свою трудовую деятельность Орденом Ленина. В 1970 году ему было присвоено звание Заслуженного работника сельского хозяйства Казахской ССР.
В 1970 году вырастил 175 ягнят от 100 овцематок и получил в среднем по 4,5 килограммов шерсти от каждой овцы. За выдающиеся достижения в трудовой деятельности был награждён в 1971 году звания Героя Социалистического Труда.
Избирался депутатом Алма-Атинского областного совета народных депутатов.

## Награды
- Герой Социалистического Труда — Указом Президиума Верховного Совета СССР «О присвоении звания Героя социалистического Труда передовикам сельского хозяйства Казахской ССР» от 8 апреля 1971 года за выдающиеся успехи, достигнутые в развитии сельскохозяйственного производства и выполнении пятилетнего плана продажи государству продуктов земледелия и животноводства удостоена звания Героя Социалистического Труда с вручением ордена Ленина и золотой медали «Серп и Молот»[1].;
- дважды Орден Ленина (1966, 1971);
- Орден Октябрьской революции (1973).